# Stefan Wessels (cestista)
Stefan Frank Wessels (Haarlem, 13 aprile 1984) è un ex cestista e dirigente sportivo olandese.

## Palmarès
- Campionato olandese: 5

Amsterdam: 2004-05, 2007-08, 2008-09
EiffelTowers: 2011-12, 2014-15
- Coppa d'Olanda: 3

Amsterdam: 2006
EiffelTowers: 2013, 2016
- Supercoppa d'Olanda: 2

Den Bosch: 2013, 2015